# Élections législatives de 1877 dans les Hautes-Alpes
Les élections législatives de 1877 ont eu lieu les 14 et 28 octobre 1877.

## Élus
|   | Circonscription | Député élu     |  | Groupe parlementaire | Député élu                      |  | Groupe parlementaire |
| - | --------------- | -------------- |  | -------------------- | ------------------------------- |  | -------------------- |
| 1 | Briançon        | Honoré Chancel |  | Centre gauche        | Léon Laurençon                  |  | Centre gauche        |
| 2 | Embrun          | Ernest Cézanne |  | Centre gauche        | Antoine d'Estienne de Prunières |  | Monarchiste          |
| 3 | Gap             | Cyprien Chaix  |  | Union républicaine   | Paul Bontoux                    |  | Monarchiste          |

## Résultats à l'échelle du département
| Partis         | Partis             | Premier tour | Premier tour | Sièges |
| Partis         | Partis             | Voix         | %            | Sièges |
| -------------- | ------------------ | ------------ | ------------ | ------ |
|                | Union républicaine | 11 605       | 44,36        | 0      |
|                | Monarchistes       | 11 586       | 44,29        | 2      |
|                | Constitutionnel    | 2 924        | 11,18        | 1      |
|                | Divers             | 46           | 0,18         | 0      |
|                |                    |              |              |        |
| Inscrits       | Inscrits           | 32 283       | 100,00       | 3      |
| Votants        | Votants            | 26 280       | 81,41        |        |
| Abstentions    | Abstentions        | 4 226        | 18,59        |        |
| Blancs et nuls | Blancs et nuls     | 119          | 0,45         |        |
| Exprimés       | Exprimés           | 26 161       | 99,55        |        |

## Résultats par arrondissement

### Arrondissement de Briançon
|                | Léon Laurençon | Constitutionnel     | 2 566 | 54,47  |  |  |
|                | François Meyer | Républicain radical | 1 779 | 37,76  |  |  |
|                | Sentis         | Constitutionnel     | 358   | 7,60   |  |  |
|                |                | Divers              | 8     | 0,17   |  |  |
|                |                |                     |       |        |  |  |
| Inscrits       | Inscrits       | Inscrits            | 5 433 | 100,00 |  |  |
| Votants        | Votants        | Votants             | 4 725 | 86,97  |  |  |
| Abstention     | Abstention     | Abstention          | 708   | 13,03  |  |  |
| Blancs et nuls | Blancs et nuls | Blancs et nuls      | 14    | 0,30   |  |  |
| Exprimés       | Exprimés       | Exprimés            | 4 711 | 99,70  |  |  |

### Arrondissement d'Embrun
| Candidats      | Candidats                       | Étiquette,          | Premier tour | Premier tour |
| Candidats      | Candidats                       | Étiquette,          | Voix         | %            |
| -------------- | ------------------------------- | ------------------- | ------------ | ------------ |
|                | Antoine d'Estienne de Prunières | Monarchiste         | 3 479        | 58,28        |
|                | Barthélémy Ferrary              | Républicain radical | 2 490        | 41,72        |
|                |                                 |                     |              |              |
| Inscrits       | Inscrits                        | Inscrits            | 7 298        | 100,00       |
| Votants        | Votants                         | Votants             | 5 991        | 82,09        |
| Abstention     | Abstention                      | Abstention          | 1 307        | 17,91        |
| Blancs et nuls | Blancs et nuls                  | Blancs et nuls      | 22           | 0,37         |
| Exprimés       | Exprimés                        | Exprimés            | 5 969        | 99,63        |

L'élection est invalidée par la Chambre le 20 mai 1878. Une élection partielle a lieu.

### Arrondissement de Gap
| Candidats      | Candidats           | Étiquette,          | Premier tour | Premier tour |
| Candidats      | Candidats           | Étiquette,          | Voix         | %            |
| -------------- | ------------------- | ------------------- | ------------ | ------------ |
|                | Paul Eugène Bontoux | Monarchiste         | 8 107        | 52,37        |
|                | Cyprien Chaix       | Républicain radical | 7 336        | 47,39        |
|                |                     | Divers              | 38           | 0,25         |
|                |                     |                     |              |              |
| Inscrits       | Inscrits            | Inscrits            | 17 775       | 100,00       |
| Votants        | Votants             | Votants             | 15 564       | 87,56        |
| Abstention     | Abstention          | Abstention          | 2 211        | 12,44        |
| Blancs et nuls | Blancs et nuls      | Blancs et nuls      | 83           | 0,53         |
| Exprimés       | Exprimés            | Exprimés            | 15 481       | 99,47        |

L'élection est invalidée par la Chambre le 17 décembre 1877. L'élection partielle a lieu le 7 janvier 1878.